# Limonia pannonica
Limonia pannonica är en tvåvingeart som först beskrevs av Kowarz 1868.  Limonia pannonica ingår i släktet Limonia och familjen småharkrankar. Inga underarter finns listade i Catalogue of Life.